# Stortjärnen (Kalls socken, Jämtland, 707151-134188)
Stortjärnen är en sjö i Åre kommun i Jämtland och ingår i Indalsälvens huvudavrinningsområde. Sjön har en area på 0,0907 kvadratkilometer och ligger 446,1 meter över havet.

## Delavrinningsområde
Stortjärnen ingår i det delavrinningsområde (707174-134304) som SMHI kallar för Mynnar i Baksjön. Medelhöjden är 480 meter över havet och ytan är 7,11 kvadratkilometer. Räknas de 8 avrinningsområdena uppströms in blir den ackumulerade arean 26,98 kvadratkilometer. Baksjöån som avvattnar avrinningsområdet har biflödesordning 3, vilket innebär att vattnet flödar genom totalt 3 vattendrag innan det når havet efter 357 kilometer. Avrinningsområdet består mestadels av skog (73 procent). Avrinningsområdet har 1,3 kvadratkilometer vattenytor vilket ger det en sjöprocent på 18,3 procent.